# 人权标志
人权标志诞生于2010年启动的人权标志国际征集活动。举办这项活动的目的是为了支持全球人权运动而创造出一个国际公认的人权标志。

## 获胜标志
获胜标志的图案是一只手和一只鸟相联的剪影。设计者普雷德拉格·什塔基奇来自塞尔维亚。人权标志是为加强人权作出的和平贡献。它将跨越一切文化和语言的边界在全球广泛传播。人权标志作为开源产品供所有人使用。它不受版权限制，任何人都可以在全球范围内使用它而无需缴纳费用或申请批准。（在商业使用时，使用者为可能对第三方造成的侵权负责。）

## 征集活动
举办人权标志征集活动的目的是为人权创造出一个国际公认的标志。为此，一个国际网上征集活动于2011年5月3日（世界新闻自由日）启动，向全球发出征集和评选人权标志设计的呼吁。
2011年7月开始，一个由世界名人组成的评委会从来自190多个国家的15300多个设计方案中选出了最佳的10个方案。其后，互联网上的公众在为期三周的评选中从这10个方案里最终选定了获胜标志。
联大在纽约召开会议期间，全球通用的人权标志于9月23日公之于众，征集活动也正式宣告结束。

## 展示获胜标志
联大在纽约召开会议期间，获胜标志的展示仪式于2011年9月23日举行。仪式由《时代周刊》前总编迈克尔·埃利奥特主持。
电视记者安·柯里、德国外长吉多·韦斯特韦勒以及人权人士卡罗琳·戈梅斯（牙买加）和安杰利娜·阿提亚姆（乌干达）等在发言中强调，一个普遍适用的符号在全球争取人权的斗争中具有重要作用。在展示仪式的文艺表演中，女高音歌唱家杰茜·诺曼斯的演出尤其引人注目。
　　

## 评委会
征集活动得到了一个由世界名人组成的国际评委会的支持。评委会的部分成员有：
- 艾未未（概念艺术家和人权人士）
- 安杰利娜·阿提亚姆（联合国人权奖获得者）
- 昂山素季（诺贝尔和平奖获得者）
- 华里斯·迪里（模特和反生殖器割礼活动家）
- 希琳·阿巴迪（诺贝尔和平奖获得者）
- 罗兰·埃梅里希（电影导演和制片人）
- 卡罗琳·戈梅斯（人权人士、儿科医生）
- 米哈伊尔·戈尔巴乔夫（诺贝尔和平奖获得者）
- 穆赫塔尔·马伊（人权人士）
- 巴斯马·宾特·塔拉勒公主（约旦公主、人权人士）
- 索玛丽·马姆（女权人士）
- 华内斯（歌唱家、和平人士）
- 纳瓦尼特姆·皮莱（联合国人权高级专员，UNHCHR）
- 帕奇亚索提·萨拉瓦纳穆图（人权人士）
- 吉米·威尔士（维基百科创始人）
- 穆罕默德·尤努斯（诺贝尔和平奖获得者）

此外，波斯尼亚和黑塞哥维那、智利、德国、加拿大、毛里求斯、塞内加尔、新加坡、捷克和乌拉圭的外长作为监护人参与为该活动创立一个平台。